# Vieille mehana Tasić à Petrovac na Mlavi
La vieille mehana Tasić à Petrovac na Mlavi (en serbe cyrillique : Стара механа Тасића у Петровцу на Млави ; en serbe latin : Stara mehana Tasića u Petrovcu na Mlavi) se trouve à Petrovac na Mlavi, dans le district de Braničevo, en Serbie. Elle est inscrite sur la liste des monuments culturels protégés de la République de Serbie (identifiant no SK 1712).